# Villáscsápúak
A villáscsápúak (Pauropoda) osztályát kicsiny, halvány színezetű, százlábúszerű ízeltlábúak alkotják. Mintegy 500 faját két rendbe és tíz családba soroljuk. Fajaik világszerte előfordulnak, talaj-, avar-, illetve korhadéklakók.
Tudományos nevük (Pauropoda) görög eredetre tekint vissza, jelentése: pauro - kis és podo - láb.

## Evolúciójuk és rendszertanuk
Bár 35-40 millió évvel ezelőttről eddig nem sikerült villáscsápúak maradványaira bukkanni, úgy tűnik, hogy egy régi csoportjuk szorosan kapcsolódik a százlábúak (Chilopoda) osztályához. Szájszervük, ivari nyílásaik elhelyezkedése, sőt egyedfejlődésük is nagy hasonlóságokat mutat. A két csoport valószínűleg közös eredettel rendelkezik.
Két rendjük a Hexamerocerata és Tetramerocerata. 
A Hexamerocerata rend egyedei 6 szelvényű csáppal, 12 szelvényű törzzsel és 11 pár lábbal rendelkeznek. Képviselőik fehérek, testük hossza arányos szélességükkel. Az egyetlen család a rendben a Millotauropodidae. Egy nemzetség és néhány faj található benne.
A Tetrameroceraták 4 szelvényű csáppal és 8-10 pár lábbal rendelkeznek. Egyedeik általában nagyon aprók. Színezetük fehér vagy barnás. A legtöbb faj kifejlett példányai 9 pár lábbal rendelkeznek. Kilenc család tartozik a rendhez, legnagyobb fajszámmal a Pauropodidae család rendelkezik.

## Fizikai jellemzőik
Ezek a fehér vagy barnás állatok viszonylag rövidek, 0,5-2,0 milliméteres, nagyon rugalmas törzzsel rendelkeznek. Mind vakok, és rendelkeznek néhány szokatlan érzékszervvel. Törzsük mentén öt pár hosszú érzékszőr található. Csápjaik bonyolult szerkezetűek, három ostorra hasadtak. Ezen szervek segítségével érzékeli az állat a külső környezetét és a fizikai hatásokat.
12 törzsszelvény jellemző rájuk. Fejük kicsi, lefelé irányított, szem nélküli, azonban rendelkeznek szemhez hasonló érzékszervvel. Az utolsó törzsszelvény mögött a vízszintesen osztott pygidium található. Ez a hátsó végbéllemez az egyik legkülönösebb dolog az osztály képviselőin, ez bír a legnagyobb jelentőséggel a fajok azonosításakor. Szinte minden villáscsápúfajnak egyedi jellemzői vannak e lemezt tekintve. Eltérhet a formája, mérete, borítása, szerkezete, és ha van függelék, akkor ezeknek száma, hossza, alakja, illeszkedési pontja. Egyes fajok már az első lárvaállapotukban felismerhetők e lemez alapján.

## Elterjedésük
A Hexamerocerata rend tisztán trópusi fajokkal bír, míg a Tetramerocerata rend legtöbb nemzetsége szubkozmopolita.
Magyarországon 10 fajuk él.

## Életmódjuk
A legtöbb közegben ritkás az előfordulásuk, néha azonban négyzetméterenként többezres nagyságrendben is előfordulhatnak, akár mezőgazdasági élőhelyeken is. Könnyedén rájuk bukkanhatunk kövek alatt, korhadó fákban, és nedves talajban a mohaszőnyeg alatt. A talajban 10–20 cm mélyen a legsűrűbb az állományuk. Habár ásni nem tudnak, a gyökerek és földben lévő hasadékok mentén a felszín alatti vizekhez is eljutnak.

## Viselkedésük
Rejtőzködő életmódjuk miatt gyakran kövek és faágak talaj felőli oldalán találhatók meg. A villáscsápúak érzékenyek a fényre, ha tehetik, a talaj repedéseibe vagy más búvóhelyekre húzódnak előle. Gyors, szaggatott mozgással menekülnek. A környezet feltérképezéséhez csápjaikat folyamatosan, szokatlanul nagy sebességgel mozgatják. A talaj nedvességtartalmának változásakor függőleges vándorlásuk figyelhető meg.

### Szaporodásuk
A szaporodás során a hímek spermiumcsomagot helyeznek a talajba, amit a nőstények felkeresnek és felszednek. Ezenkívül semmilyen ismeretünk nincs szociális viselkedésükről, illetve kommunikációjukról.

## Fordítás
- Ez a szócikk részben vagy egészben a Pauropoda című angol Wikipédia-szócikk fordításán alapul.  Az eredeti cikk szerkesztőit annak laptörténete sorolja fel. Ez a jelzés csupán a megfogalmazás eredetét és a szerzői jogokat jelzi, nem szolgál a cikkben szereplő információk forrásmegjelöléseként.